# Seebarn (Neunburg vorm Wald)

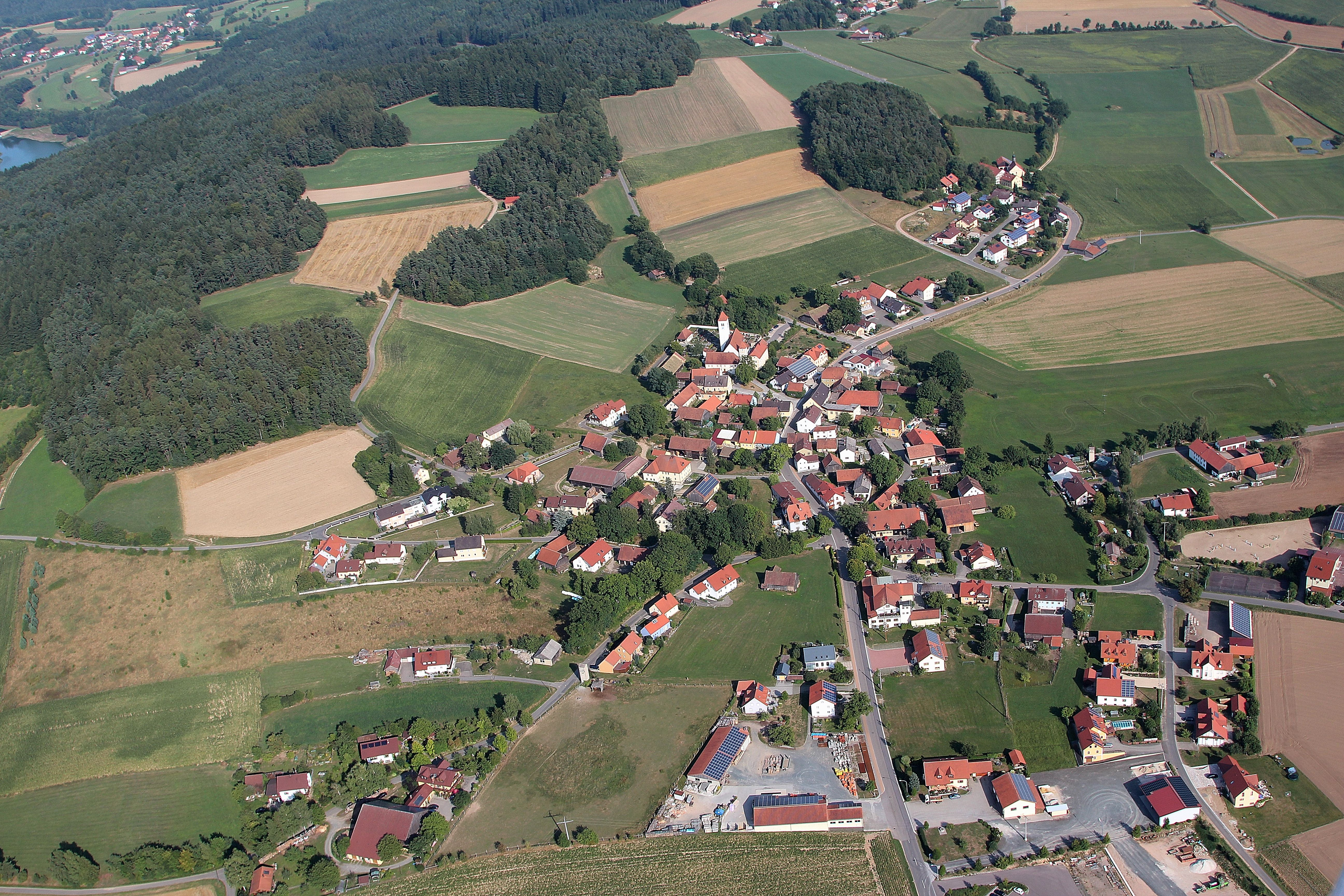
Seebarn (2013)

Seebarn ist ein Ortsteil der Stadt  Neunburg vorm Wald im Landkreis Schwandorf in Bayern.

## Geographie
Seebarn liegt circa sieben Kilometer östlich von Neunburg vorm Wald und südlich des Eixendorfer Stausees am Fuß des 578 Meter hohen Wachtberges.

## Geschichte
Seebarn wurde unter dem Namen „Sewarn“ 1133 erstmals urkundlich erwähnt, als Bischof Heinrich I. von Regensburg Seebarn gegen den Kaufpreis von einer Patene und einem Kelch an das Kloster St. Emmeram verpfändete.
Um 1150 war Seebarn im Besitz des Klosters Emmeram in Regensburg.
Güter in Seebarn wurden 1215 von König Friedrich II. an das Kloster Waldsassen verschenkt.
1218 hatte Seebarn sechs Höfe, sechs Lehen, eine Tafern- und Kirchvogtei und eine Seelsorge mit reichen Einkünften.
1250 tauschte das Kloster Waldsassen Seebarn gegen Tirschenreuth ein, welches im Besitz der Grafen Rapoto II. und Heinrich I. von Ortenburg war.
Damit kam Seebarn in den Besitz der Grafen von Ortenburg, die auch Neunburg und Warburg besaßen.
Die Herzöge von Bayern Ludwig der Strenge und Heinrich XIII. (Bayern) kauften 1261 Seebarn mit den Warbergischen Besitzungen und gliederten es in das Amt Neunburg ein. 1418 bis 1433 hatte die Gegend um Seebarn unter Überfällen der Hussiten zu leiden.
Bereits 1552 gab es eine Schule in Seebarn. 1636 wurde die Gegend durch die Pest fast völlig entvölkert.

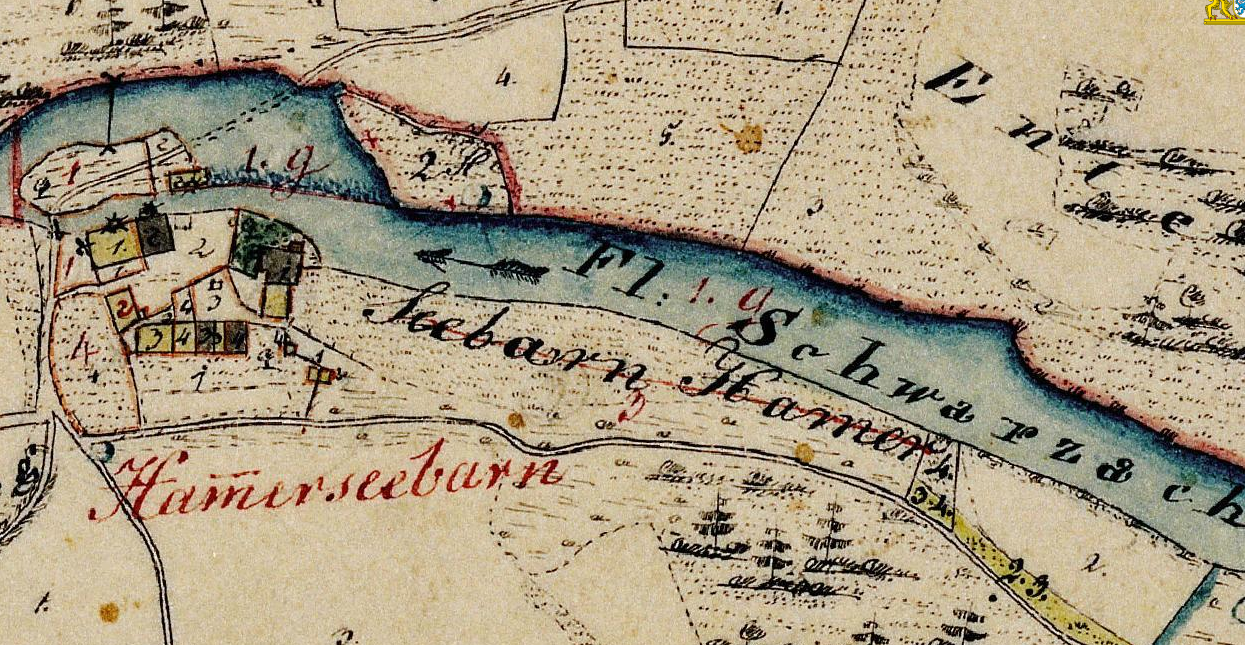
Lageplan von Hammerseebarn auf dem Urkataster von Bayern

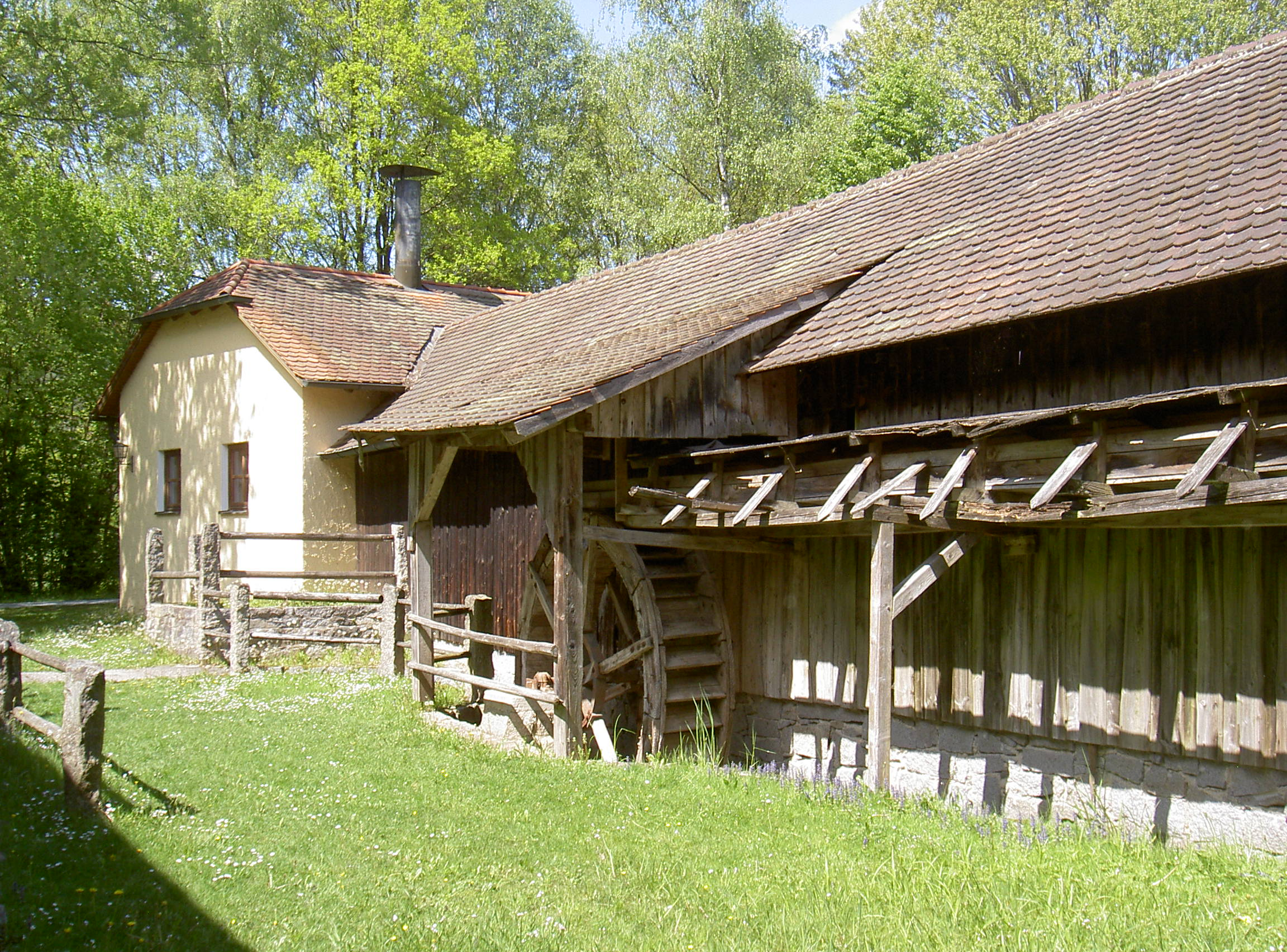
Wiederaufgebauter Seebarnhammer im Oberpfälzer Handwerksmuseum

In Seebarn befand sich der Seebarnhammer(früher Sebern, auch Hammerseebarn), der vom 15. bis zum 17. Jahrhundert genannt wird und der vom Wasser der Schwarzach betrieben wurde. Das Hammergebäude in das Oberpfälzer Handwerksmuseum in Hillstett bei Rötz umgesiedelt.
Am 23. März 1913 gehörte Seebarn zur Pfarrei Seebarn, bestand aus 36 Häusern und zählte 178 Einwohner.
Am 31. Dezember 1990 hatte Seebarn 232 Einwohner und gehörte zur Pfarrei Seebarn.

## Kultur und Sehenswürdigkeiten

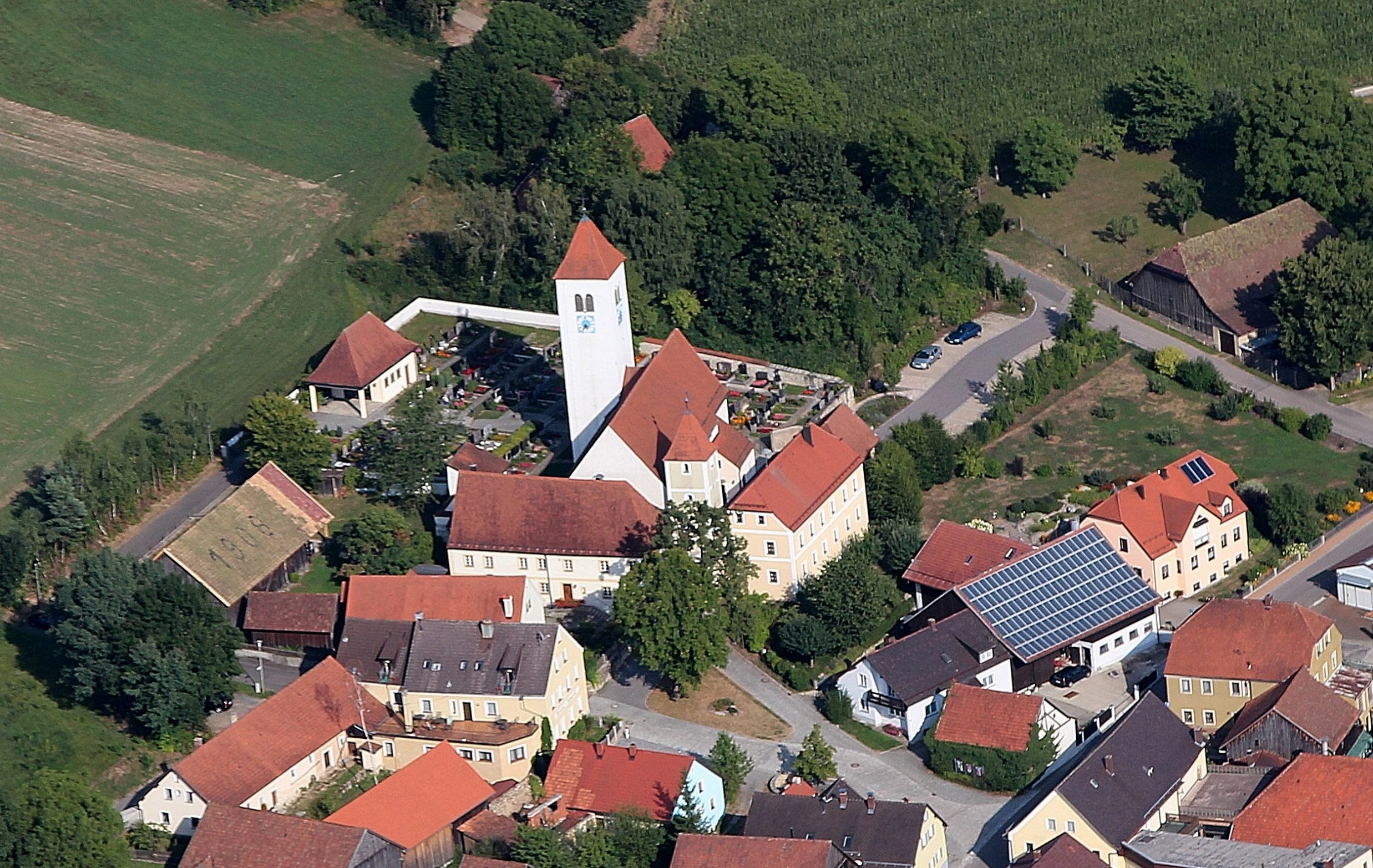
Pfarrkirche Mariä Himmelfahrt

### Pfarrkirche Mariä Himmelfahrt
In Seebarn befindet sich die um 1300 erbaute gotische Pfarrkirche Mariä Himmelfahrt. Sie hat einen romanischen Turm und gotische Deckenmalereien aus dem 15. Jahrhundert. Zwischen der Kirche und dem ehemaligen Schulhaus steht ein Wehrturm aus dem 15. Jahrhundert. Die Friedhofsmauer stammt aus dem 12. Jahrhundert. Auf dem Friedhof gibt es eine steinerne Ölberggruppe von 1510.

### Heimatmuseum Seebarn
Im ehemaligen Pfarrhof zeigt das Heimatmuseum zahlreiche Exponate aus dem früheren bäuerlichen Leben und bietet Workshops und Führungen an. Ein original eingerichtetes Klassenzimmer zeigt die alte Seebauer Dorfschule. Im Nebengebäude bietet eine naturkundliche Sammlung Informationen über die Flora und Fauna des Oberpfälzer Waldes.
Siehe auch: Liste der Baudenkmäler in Neunburg vorm Wald, Abschnitt Seebarn

## Seebarn als Filmkulisse
Die Gegend um Seebarn ist zum beliebten Drehort für Filmproduktionen geworden. Der historische Ortskern von Seebarn war im Sommer 2017 Spielort der ZDF-Krimiserie Die Protokollantin mit Iris Berben und Moritz Bleibtreu unter der Regie von Nina Grosse und Samira Radsi. Auch auf einem Einödhof in der Nähe des Ortes wurden Szenen des Films gedreht. Zahlreiche Bewohner von Seebarn, unter anderem die örtliche Blaskapelle, übernahmen zum Großteil die Rollen von Komparsen.
Im März 2018 wurde die Serie für den Preis des internationalen TV-Serienfestivals Canneseries nominiert. Im Auditorium Lumière des Palais des Festivals in Cannes feierte die Serie am 8. April 2018 ihre Weltpremiere. Zur Nominierung lobte die Jury den Film als „hochwertig und spannend“. Ab 20. Oktober 2018 wurde die fünfteilige Serie erstmals im ZDF ausgestrahlt.
Der Fernsehsender RTL drehte im August 2014 bereits Landschaftsaufnahmen und Actionszenen für das Fernsehdrama Starfighter – Sie wollten den Himmel erobern am Eixendorfer Stausee und der Stauseebrücke nahe Seebarn.

## Persönlichkeiten, die mit Seebarn in Verbindung stehen
- Richard Salzl (1940–2023), von 1980 bis 2010 Pfarrer von Seebarn und Penting
- Miriam Maria Ferstl (* 1986), Künstlerin, Fotografin und Autorin aus Seebarn[16]